# Monza
Monza (local 'Munscia' ['mun[ʃ]a]) este un oraș de aproximativ 120.000 locuitori în provincia Monza-Brianza, Lombardia, Italia. Este al treilea cel mai mare oraș din Lombardia și cel mai important centru economic, industrial și administrativ din sub-regiunea Brianza. Aici este prezentă industria textilă, însă faima internațională i se trage de la circuitul de Formula 1 Monza - Marele Premiu al Italiei, circuitul de teste al Ferrari și (mai demult) al Alfa Romeo.
Orașul este construit pe râul, un afluent al râului Po, 13 km nord-est de Milano.

## Demografie
Monza - evoluția demografică

|  | Graficele sunt indisponibile din cauza unor probleme tehnice. Mai multe informații se găsesc la Phabricator și la wiki-ul MediaWiki. |

Date: Recensăminte sau birourile de statistică - grafică realizată de Wikipedia

## Personalități născute aici
- Maria Ludovica de Austria-Este (1787 - 1816), arhiducesă de Austria;
- Giorgio Calò (n. 1933), economist, europarlamentar;
- Ernesto Brambilla (1934 - 2020), pilot de Formula 1;
- Vittorio Brambilla (1937 - 2001), pilot de Formula 1;
- Daniele Massaro (n. 1961), fotbalist;
- Fabrizio Barbazza (n. 1963), pilot de Formula 1;
- Alessandro Spada (n. 1965), om de afaceri, politician, filantrop;
- Giuseppe Civati (n. 1975), politician;
- Matteo Pessina (n. 1997), fotbalist.